# Saint-Julien-Labrousse
Saint-Julien-Labrousse era una comuna francesa situada en el departamento de Ardèche, de la región de Auvernia-Ródano-Alpes, que el 1 de enero de 2019 pasó a ser una comuna delegada de la comuna nueva de Belsentes.

## Geografía
Está ubicada a 30 km al suroeste de Tournon-sur-Rhône.

## Demografía
| 571 | 515 | 425 | 355 | 336 | 318 | 356 | 331 |
| Para los censos de 1962 a 1999 la población legal corresponde a la población sin duplicidades (Fuente: INSEE [Consultar]) |     |     |     |     |     |     |     |